# Office des postes et télécommunications de Nouvelle-Calédonie
Pour les articles homonymes, voir OPT.
L’Office des postes et télécommunications de Nouvelle-Calédonie (OPT-NC) est un établissement public à caractère industriel et commercial (EPIC) de Nouvelle-Calédonie.
Il a initialement été créé en décembre 1956 et mis en service le 1er janvier 1958 en tant qu'établissement public national lié au Bureau d'études des postes et télécommunications d'outre-mer, à la suite d'une réorganisation et à une décentralisation des Postes et télécommunications d'outre-mer. Son transfert de l'État à la Nouvelle-Calédonie a été rendu possible par l'accord de Nouméa de 1998 et la loi organique de 1999, demandé par une résolution du Congrès, assemblée délibérante en Nouvelle-Calédonie, du 21 décembre 1999, décidé par le décret du 2 mai 2002 pris en Conseil d'État et rendu effectif le 1er janvier 2003.

## Activités
Les domaines d'activités de l'OPT-NC sont :

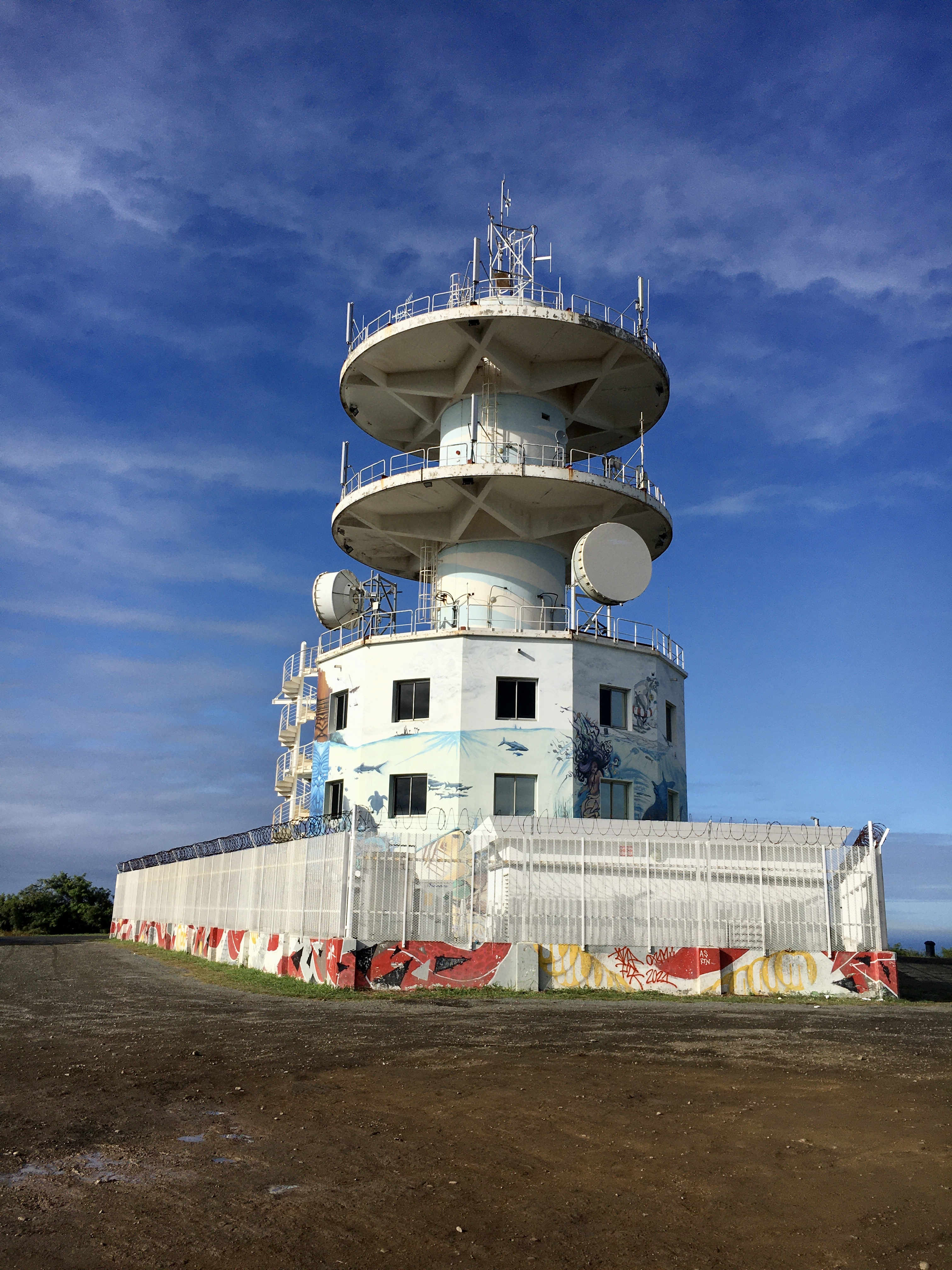
Inaugurée en 1995, la tour Montravel, surnommée la Tour Mobilis, abritait les cœurs des réseaux fixe et mobile et assurait ainsi la couverture téléphonique des Nouméens.
Elle a été rénovée en 2016, pour les 20 ans de Mobilis, à l'occasion du Festival international de graff.

- le traitement du courrier en Nouvelle-Calédonie, dont l'entretien et la gestion des agences et du réseau, le tri et la distribution du courrier, l'émission des timbres. ;
- les services financiers (CCP, CNE) ;
- les télécommunications, soit :
  - la gestion et l'entretien du réseau (internet et téléphonique, analogique ou numérique) et, de là, le monopole des raccordements, 
    - la gestion et la publication de l'annuaire et du service de renseignement (1012),
    - c'est le seul opérateur téléphonique local fixe et mobile (marque : Mobilis),
    - la commercialisation des offres téléphonique et la technologie d'accès à internet (ADSL et fibre optique),
    - les communications radio maritimes à travers la station côtière Nouméa radio FJP (Foxtrot Juliet Papa) et le PC Secours en mer,
- la gestion des noms de domaine .nc depuis le 1er mai 2006 (cette gestion relevait auparavant, et depuis sa création en 1993, par l'IRD Nouvelle-Calédonie)[5].

## Missions
"Le statut de l’OPT-NC définit sa responsabilité au regard des enjeux de la Nouvelle-Calédonie et donc ses missions. Légitime par ses domaines de compétences, l'office assure au travers de ses investissements un rôle d’aménagement, de développement et de construction à l’échelle entière du pays."

### Fibre optique
"Après une phase pilote en 2015, le déploiement du réseau FTTH (Fiber To The Home) a débuté en 2016. Représentant un investissement de près de 10 milliards CFP, c’est un enjeu de taille à l’échelle de la Nouvelle-Calédonie, avec à la clef une mission de service public garantissant à tous les Calédoniens, quelle que soit leur localisation, un accès égalitaire à cette technologie. En 2022, les travaux de déploiement et de raccordement de la fibre optique se poursuivent avec déjà plus de 1978 kilomètres de fibre optique installés à travers tout le pays. Pour la 1ère fois, le nombre d’accès Internet via la fibre dépasse celui des accès Internet via le cuivre et l’ADSL. En effet, à ce jour 50% des internautes sont raccordés à la fibre optique, soit 35 000 internautes. Une bascule qui marque une belle avancée pour le territoire"  source
Les buts de la fibre optique en Nouvelle-Calédonie sont les suivants :
- Réduire les zones blanches (lieux non accessibles via l’ADSL car trop éloignés d'un central OPT)
- Assurer un même niveau de service pour tous, quel que soit le lieu d’habitation
- Favorise le développement de services liés à l’économie numérique (télétravail, télémédecine, domotique, formation à distance)

## Organisation
L’OPT-NC, établissement public à caractère industriel et commercial (EPIC), est doté d’une assemblée délibérante, le conseil d’administration (CA).
Une commission d’appel d’offres aux marchés publics (CAO), émanation du CA, vient le compléter et ils forment les instances de gestion de l’établissement public.

### Conseil d'administration
Le conseil d'administration comprend :
- 8 représentants de la Nouvelle-Calédonie, nommés par le gouvernement de la Nouvelle-Calédonie (dont le président du conseil d'administration) :
  - Yoann Lecourieux : Président du conseil d'administration depuis le 20 août 2019,
  - Vaimu'a Muliava : Vice-président du conseil d'administration depuis le 20 août 2019,
  - Stéphanie De Palmas,
  - Raphael Romano,
  - Julien Tran Ap,
  - Gaston Nedenon,
  - Laurent Chatenay,
  - André Forest.
- 3 administrateurs choisis par le gouvernement de la Nouvelle-Calédonie :
  - Philippe Dunoyer,
  - Wilfried Weiss,
  - Ithupane Tieoue.
- 4 administrateurs élus par le comité d'entreprise de l'OPT, avec voix consultative : 
  - Gérard Balier,
  - Fabienne Henriot,
  - Nathalie Litova,
  - Rose Hnaije.
- 1 administrateur représentant l'Etat :
  - le Haut-commissaire de la République (ou son représentant).
- Autres membres avec voix consultative
  - Thomas De Deckker : Directeur général de l'OPT-NC,
  - Thierry Ponsard : Agent comptable de l'OPT-NC,
  - David Litvan : Directeur des finances publiques de Nouvelle-Calédonie.

### Direction
Pour porter au mieux les ambitions de son plan stratégique, l'OPT-NC s'est réorganisé à la fin de l'année 2023.
Il se compose comme : 
- Directeur Général
  - Secrétaire général
    - Direction des finances
    - Direction des ressources humaines
    - Direction des moyens et de l'immobilier
    - Direction des systèmes d'information
    - Section administrative et de la numérisation

  - Agence comptable
  - Section instances et communication corporate
  - Direction de l'audit et de la maîtrise des risques
  - Direction du pilotage et de la performance
  - Direction de la distribution
  - Direction des télécommunications
  - Direction du postal
  - Direction des services bancaires

## Quelques chiffres
L'ensemble des chiffres indiqués, dans cette section, sont issus des divers rapports d'activités disponibles sur le site institutionnel.

### Résultats financiers
| Année | Chiffre d'affaires | Chiffre d'affaires | Chiffre d'affaires | Résultat net |
| Année | Télécom            | Postal             | Financier          | Résultat net |
| ----- | ------------------ | ------------------ | ------------------ | ------------ |
| 2013  | 21 Mds             | 2.4 Mds            | 450 Mn             | 1.661 Mds    |
| 2014  | 21.8 Mds           | 2.4 Mds            | 460 Mn             | 1.869 Mds    |
| 2015  | 21.9 Mds           | 2.3 Mds            | 497 Mn             | 2.163 Mds    |
| 2016  | 21.2 Mds           | 2.3 Mds            | 545 Mn             | 1.544 Mds    |
| 2017  | 20.9 Mds           | 2.3 Mds            | 597 Mn             | 206 Mn       |
| 2018  | 20.4 Mds           | 2.2 Mds            | 596 Mn             | 280 Mn       |
| 2019  | 20.8 Mds           | 2.2 Mds            | 623 Mn             | 1.130 Md     |
| 2020  | 19.7 Mds           | 2.1 Mds            | 599 Mn             | 1.084 Md     |
| 2021  | 19.8 Mds           | 2.4 Mds            | 600 Mn             | 897 Mn       |
| 2022  | 20.64 Mds          | 2.6 Mds            | 631 Mn             | - 2.017 Mds  |
| 2023  |                    |                    |                    |              |

Devise en FCPF - Abréviations : Mn Million / Md Milliard / Mds Milliards

### Fréquentation
| Année | Clients reçus aux guichets | Appels reçus au 1000 | SMS envoyés |
| ----- | -------------------------- | -------------------- | ----------- |
| 2013  | 1 776 000                  | 260 827              | -           |
| 2014  | 1 710 106                  | 291 676              | 105 278 646 |
| 2015  | 1 713 073                  | 293 716              | 107 438 764 |
| 2016  | 1 747 559                  | 298 112              | 104 355 334 |
| 2017  | 1 800 000                  | 350 000              | -           |
| 2018  | -                          | -                    | -           |
| 2019  | -                          | -                    | -           |
| 2020  | -                          | -                    | -           |
| 2021  | -                          | -                    | -           |
| 2022  | -                          | 338 648              | -           |
| 2023  |                            |                      |             |

### Effectifs
| Année | Parité          | Agents Permanents | Contractuels |
| ----- | --------------- | ----------------- | ------------ |
| 2013  | -               | 1207              | 188          |
| 2014  | H : 49% F : 51% | 1050              | 164          |
| 2015  | H : 48% F : 52% | 1086              | 163          |
| 2016  | -               | 1211              | -            |
| 2017  | -               | 1138              | -            |
| 2018  | -               | 1150              | 130          |
| 2019  | -               | 1102              | 130          |
| 2020  | H : 48% F : 52% | 1110              | -            |
| 2021  | -               | -                 | -            |
| 2022  | -               | -                 | -            |
| 2023  |                 |                   |              |